# Komunalne Przedsiębiorstwo Komunikacyjne

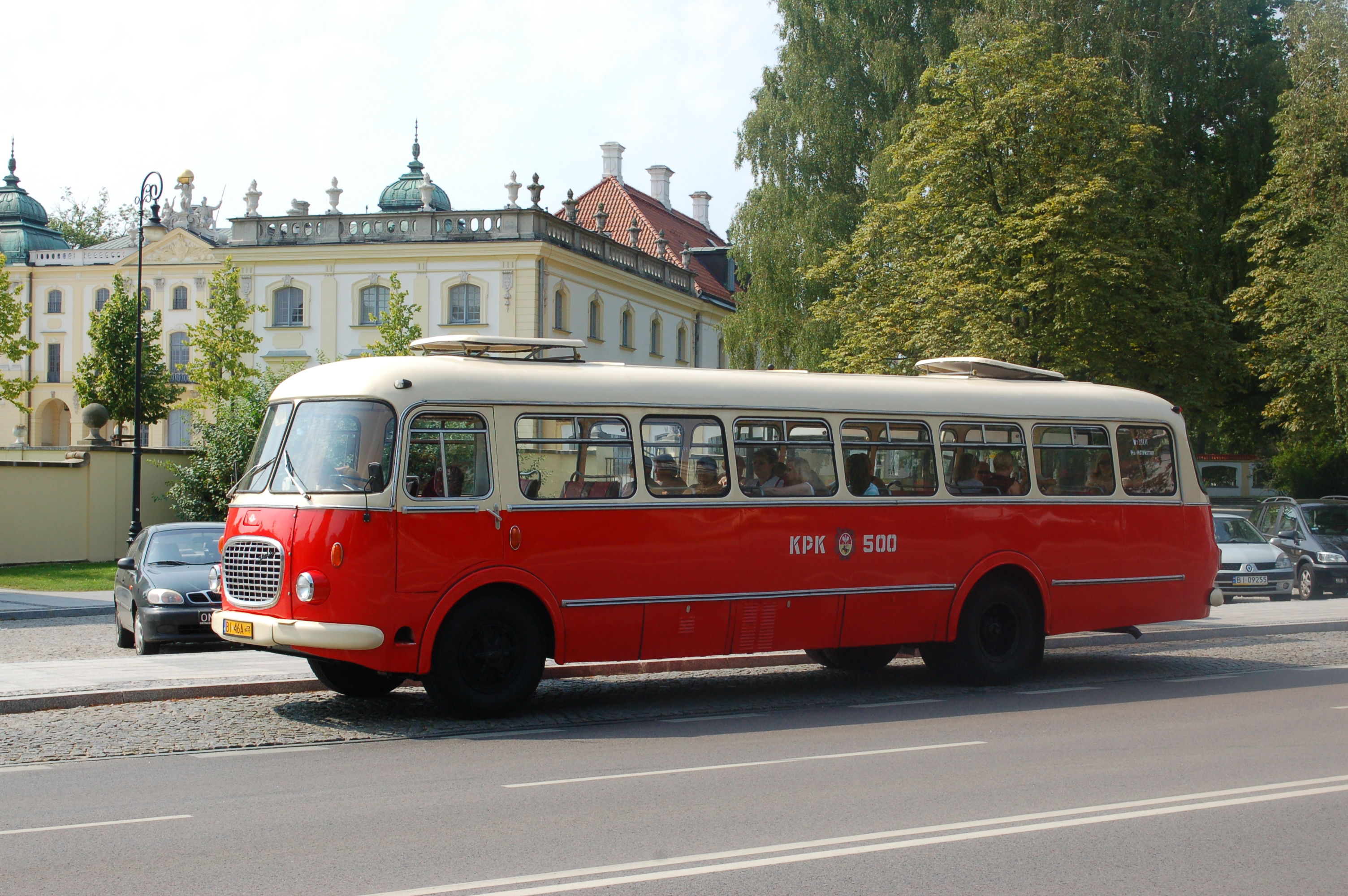
Jelcz 043 z KPK Białystok

Komunalne Przedsiębiorstwo Komunikacyjne Sp. z o.o. (w skrócie: KPK) w Białymstoku – przewoźnik świadczący usługi w zakresie transportu pasażerskiego transportu zbiorowego w Białymstoku. Spółka powstała w 1991 roku w wyniku podziału Miejskiego Przedsiębiorstwa Komunikacyjnego.

## Linie
W latach 90. spółka korzystała z linii 13 i 101, które obsługuje inne przedsiębiorstwo – KZK. Obecnie do przewozu osób KPK wykorzystuje 18 linii w tym jedną podmiejską, 3 cmentarne oraz 3 nocne (stan na 2014).

## Tabor spółki KPK

### XX wiek (1991–2000)
KPK, wraz z KZK i KPKM, powstało w roku 1991 poprzez rozpad MPK Białystok. KPK otrzymało autobusy Ikarus 280.26, Jelcz M11 i Jelcz PR110M. W latach 1992–1994, sprowadzono kilkanaście autobusów używanych Setra, Heuliez i Mercedes-Benz. W międzyczasie kupowano nowszy model Jelcza: 120M. W roku 1995 zakupiono pierwszy autobus niskopodłogowy Jelcz M121M o numerze 522, a także kilka Jelczy 120MM/1. W latach 1996–1997, KPK zakupiło kilkanaście Jelczy 120MM/1, M121MB i M121M. Pod koniec lat 90., rozpoczęto wycofywanie najbardziej wyeksploatowanych Jelczy i Ikarusów oraz używanych pojazdów produkcji zachodniej. Zastąpiły je autobusy MAN NL222 i NG312 w łącznej liczbie 22 sztuk, które znacząco unowocześniły tabor spółki.

### XXI wiek
Na początku XXI wieku, wycofano z ruchu autobusy Setra, Heuliez i Mercedes-Benz, zakupione kilkanaście lat wcześniej. Na początku roku 2004 do taboru dołączyło 6 Solarisów Urbino 12. Rok później zakupiono 2 Mercedesy Conecto G i 2 MANy EL283. W latach 2006–2007, dostarczono 13 autobusów MAN Lion’s City NL273 i 5 Lion’s City G NG313, a w 2008 – 2 sztuki Mercedesów Conecto LF. Dodatkowo, między 2004 a 2008 rokiem, flota spółki była dodatkowo uzupełniana przez używane autobusy MAN i Mercedes, zakupione z krajów zachodnich. Dzięki tym dostawom, spółka w 2008 roku wycofała ostatniego Ikarusa, a 2 lata później ostatniego Jelcza. Pomiędzy 2010 a 2012 rokiem, spółka otrzymała łącznie 37 Solarisów Urbino. Ponadto, od 2010 regularnie kupowała pojazdy z własnych funduszy: 8 Mercedesów Citaro G (2010), 2 MANy Lion’s City Hybrid (2013 i 2016), 8 Mercedesów Citaro G C2 (2013 i 2015), 2 MANy Lion’s City (2018 i 2019), co pozwoliło wycofać wszystkie autobusy używane oraz najbardziej wyeksploatowane, zakupione jako fabrycznie nowe. Dodatkowo do zajezdni spółki dotarło też 5 nowych autobusów, czyli, 2 12-metrowe pojazdy typu Mercedes-Benz Conecto o numerach 508 i 509 oraz 627-629 (628 i 629 mają napęd spalinowo-elektryczny). Każde z wymienionych autobusów nie były fabrycznie produkowane do eksploatacji w Białymstoku, tylko odbywały one testy w innych miastach. W roku 2018 spółka otrzymała 6 autobusów Mercedes Conecto G LF. Dzięki tej dostawie, KPK stało się pierwszym białostockim przewoźnikiem eksploatującym wyłącznie autobusy niskopodłogowe. We wrześniu 2019 roku dostarczono 11 autobusów Solaris IV generacji po liftingu – 6 sztuk Urbino 12 i 5 sztuk Urbino 18. Z ruchu wycofano ostatniego MANa NG312, Solarisy Urbino 12 II generacji i kilka autobusów MAN Lion’s City, w tym parę hybrydowych o numerach 786 i 787. Przed lipcem zajezdnia KPK wzbogaciła się o nowe autobusy marki Yutong w liczbie 8 sztuk, które jako pierwsze w mieście mają napęd elektryczny.

### Obecny

#### Autobusy jednoczłonowe
| Typ autobusu  | Typ autobusu          | Typ autobusu          | Rok produkcji                | Eksploatacja od roku | Liczba | Numer boczny     |
| Marka         | Model                 | Model                 | Rok produkcji                | Eksploatacja od roku | Liczba | Numer boczny     |
| MAN           | NL273 Lion’s City     | NL273 Lion’s City     | 2006                         | 2006                 | 1      |                  |
| MAN           | NL323 Lion’s City     | NL323 Lion’s City     | 2015                         | 2019                 | 1      | 789              |
| MAN           | NL363 Lion’s City     | NL363 Lion’s City     | 2016                         | 2018                 | 1      | 788              |
| Mercedes-Benz | O628 Conecto          | O628 Conecto          | 2008, 2016, 2020, 2022, 2024 | 2008                 | 6      | 505-506, 508-511 |
| Mercedes-Benz | O530 Citaro C2        | O530 Citaro C2        | 2013                         | 2014                 | 1      | 507              |
| Mercedes-Benz | O530 Citaro C2 Hybrid | O530 Citaro C2 Hybrid | 2023                         | 2025                 | 1      | 512              |
| Solaris       | Urbino 12             | III generacja         | 2010–2012                    | 2010                 | 8      | 400-403, 405-408 |
| Solaris       | Urbino 12             | IV generacja          | 2019–2020                    | 2019                 | 6      | 409-414          |
| Yutong        | E12                   | E12                   | 2023                         | 2023                 | 8      | 013-020          |

#### Autobusy przegubowe
| Typ autobusu  | Typ autobusu           | Typ autobusu           | Rok produkcji   | Eksploatacja od roku | Liczba | Numer boczny |
| Marka         | Model                  | Model                  | Rok produkcji   | Eksploatacja od roku | Liczba | Numer boczny |
| MAN           | NG313 Lion’s City      | NG313 Lion’s City      | 2006            | 2006                 | 4      | 651-654      |
| Mercedes-Benz | O628G Conecto          | O628G Conecto          | 2015, 2018      | 2016                 | 7      | 478-483, 627 |
| Mercedes-Benz | O530G Citaro           | O530G Citaro           | 2010            | 2010                 | 8      | 611-618      |
| Mercedes-Benz | O530G Citaro C2        | O530G Citaro C2        | 2013, 2015      | 2013                 | 8      | 619-626      |
| Mercedes-Benz | O530G Citaro C2 Hybrid | O530G Citaro C2 Hybrid | 2019, 2021      | 2020                 | 2      | 628-629      |
| Solaris       | Urbino 18              | III generacja          | 2010–2012, 2016 | 2010                 | 29     | 450-477, 655 |
| Solaris       | Urbino 18              | IV generacja           | 2019            | 2019–2020            | 5      | 484-488      |

#### Inne pojazdy
| Typ pojazdu | Typ pojazdu  | Typ pojazdu                        | Rok produkcji | Eksploatacja od roku | Funkcja pojazdu               | Liczba |
| Marka       | Model        | Klasa                              | Rok produkcji | Eksploatacja od roku | Funkcja pojazdu               | Liczba |
| MAN         | 26.464       | Samochód ciężarowy                 | 1999          | 2008                 | Pogotowie techniczne          | 1      |
| Ford        | TRANSIT      | Samochód dostawczy                 | 2015          | 2015                 | Pogotowie techniczne          | 1      |
| Jelcz       | 043          | Autobus techniczny (nr boczny 100) | 1969          | 2011                 | Pogotowie techniczne, zabytek | 1      |
| Jelcz       | 043          | Autobus miejski (nr boczny 500)    | 1984          | 2011                 | Autobus turystyczny, zabytek  | 1      |
| Thomas      | Conventional | Autobus szkolny                    | 2001          | 2014                 | Autobus szkolny               | 1      |

### Autobusy wycofane
| Typ autobusu  | Typ autobusu             | Rok produkcji | Eksploatacja od roku | Rok wycofania    | Numer boczny                   | Liczba |
| Marka         | Model                    | Rok produkcji | Eksploatacja od roku | Rok wycofania    | Numer boczny                   | Liczba |
| Heuliez       | O305                     | brak danych   | 1993                 | brak danych      | 501                            | 1      |
| Heuliez       | O305G                    | 1979-1982     | 1992                 | 1999–2007        | 658-661, 669-670               | 6      |
| Ikarus        | 280                      | 1982-1991     | 1991                 | 1996?-2008       | 602-657, 675-678               | 70     |
| Jelcz         | 120M                     | 1992          | 1992                 | 2005–2010        | 516-523, 525-527, 538-542      | 11     |
| Jelcz         | 120MM/1                  | 1995–1997     | 1995                 | 2008, 2010       | 524, 528                       | 2      |
| Jelcz         | M11                      | 1985–1990     | 1991                 | 1996–2008        | 701-746                        | 49     |
| Jelcz         | M121M                    | 1995–1997     | 1995                 | 2008–2010        | 522, 535-537                   | 4      |
| Jelcz         | M121MB                   | 1995–1996     | 1996                 | 2010             | 529-534                        | 6      |
| Jelcz         | PR110M                   | ?-1989        | 1991                 | 1995–1996        | 502-515                        | 13     |
| MAN           | EL283 Lion’s City        | 2005          | 2005                 | 2016, 2018       | 764-765                        | 2      |
| MAN           | NL273 Lion’s City        | 2006–2009     | 2006                 | 2020-2023        | 767-769, 771-772, 775-777, 784 | 9      |
| MAN           | NL283 Lion’s City        | 2005−2006     | 2007                 | 2020, 2022, 2023 | 779-783, 785                   | 6      |
| MAN           | NL253 Lion’s City Hybrid | 2010          | 2013, 2016           | 2022-2023        | 786-787                        | 2      |
| MAN           | NG272                    | 1991–1994     | 2004                 | 2010, 2012       | 601-606, 663, 666-668, 697-699 | 13     |
| MAN           | NG312                    | 1995–2000     | 1998                 | 2011–2019        | 664-665, 669-673, 679-696      | 25     |
| MAN           | NG313 Lion’s City        | 2006          | 2006                 | 2022             | 650                            | 1      |
| MAN           | NL202                    | 1991–1993     | 2004                 | 2010–2012        | 757-763                        | 7      |
| MAN           | NL222                    | 1999–2000     | 1999                 | 2012, 2014, 2015 | 747-750                        | 4      |
| Mercedes-Benz | O305G                    | 1979          | 1994                 | 2004–2005        | 671-672, 674                   | 3      |
| Mercedes-Benz | O345G                    | 2005          | 2005                 | 2018             | 659-660                        | 2      |
| Mercedes-Benz | O405G                    | 1993          | 2005                 | 2012             | 662                            | 1      |
| Mercedes-Benz | O405GN                   | 1993          | 2007                 | 2012             | 657                            | 1      |
| Mercedes-Benz | O405GN2                  | 1996          | 2007                 | 2012             | 658                            | 1      |
| Mercedes-Benz | O405N2                   | 1996          | 2007                 | 2011–2013        | 501-504                        | 4      |
| Setra         | SG180                    | 1977–1978     | 1993                 | ?-2000           | 662-668, 673                   | 8      |
| Solaris       | Urbino 12 II generacja   | 2003–2004     | 2003                 | 2019–2020        | 751-756                        | 6      |
| Solaris       | Urbino 12 III generacja  | 2012          | 2012                 | 2021             | 404                            | 1      |
| Volkswagen    | LT35                     | ?             | 2008                 | 2015             | 102 pogotowie techniczne       | 1      |

### Informacje ogólne
| Ogólne informacje                     | Liczba                                                  | Liczba                                                  | Liczba                                                  | Liczba                                                  | Stan na    |
| Ogólne informacje                     | Rodzaj pojazdu                                          | Rodzaj pojazdu                                          | Rodzaj pojazdu                                          | Razem                                                   | Stan na    |
| Ogólne informacje                     | Autobus jednoczł.                                       | Autobus przegubowy                                      | Inny                                                    | Razem                                                   | Stan na    |
| Liczba typów pojazdów                 | 9                                                       | 5                                                       | 5                                                       | 19                                                      | 21.08.2024 |
| Liczba wszystkich pojazdów            | 41                                                      | 64                                                      | 5                                                       | 110                                                     | 21.08.2024 |
| Liczba usuniętych pojazdów            | 123                                                     | 128                                                     | 3                                                       | 254                                                     | 21.08.2024 |
| Struktura taboru (według wersji, %)   | 40%                                                     | 57%                                                     | 3%                                                      | –                                                       | 10.07.2023 |
| Struktura taboru (według marek)       | MAN – 16% Solaris – 47% Mercedes-Benz – 29% Yutong – 8% | MAN – 16% Solaris – 47% Mercedes-Benz – 29% Yutong – 8% | MAN – 16% Solaris – 47% Mercedes-Benz – 29% Yutong – 8% | MAN – 16% Solaris – 47% Mercedes-Benz – 29% Yutong – 8% | 10.07.2023 |
| Udział autobusów niskopodł. we flocie | 100%                                                    | 100%                                                    | 100%                                                    | 100%                                                    | 21.08.2024 |
| Udział pojazdów używanych             | 15,5%                                                   | 15,5%                                                   | 15,5%                                                   | 15,5%                                                   | 21.08.2024 |
| Średni wiek pojazdów                  | 9,62                                                    | 9,62                                                    | 9,62                                                    | 9,62                                                    | 6.02.2011  |

Typ autobusu stanowiący trzon taboru – Solaris Urbino 18 (33 szt.)
Ostatnio dołączony autobus miejski – Yutong E12, nr boczny od 013 do 020 (8 szt.)